# Quatre poèmes hindous
Vous lisez un « bon article » labellisé en 2013.
Les Quatre poèmes hindous constituent un ensemble de mélodies de Maurice Delage pour soprano et ensemble de musique de chambre à deux flûtes, hautbois, deux clarinettes, harpe et quatuor à cordes. L'œuvre porte parfois le numéro d'op.3, dans le catalogue des œuvres du compositeur.
Composés en 1912, au cours d'un voyage du compositeur en Inde britannique, ils furent créés le 14 janvier 1914, interprétés par Rose Féart sous la direction de D.-E. Inghelbrecht, au concert inaugural de la SMI de la saison 1913-1914.
Moins célèbres que les Trois poèmes de Mallarmé de Maurice Ravel, ils soutiennent d'autant mieux la comparaison que les deux œuvres furent créées lors du même concert. Premier chef-d'œuvre d'un jeune musicien autodidacte, ce cycle de mélodies a suscité l'intérêt des plus grands compositeurs de son époque.
Les Quatre poèmes hindous demeurent l'ouvrage de Maurice Delage le plus représenté en concert, et le plus enregistré sur disque.

## Présentation

### Composition
À la fin du XIXe siècle, l'Extrême-Orient était à la mode en France, et très en vogue dans certains milieux artistiques. Maurice Delage avait entrepris un voyage en Inde à la fin de 1911, une décision grandement facilitée par la fortune de son père, qui l'accompagna dans son périple. Le séjour du musicien se prolongea du début de l’année 1912 jusqu’au mois de mai. Les mélodies furent composées dans différentes villes où il fit étape, ce à quoi renvoient leurs titres, ajoutés dans la partition imprimée : Jeypur, Bénarès, Lahore et Madras.
Selon Philippe Rodriguez, ce voyage permettait au jeune compositeur de « réduire autant que possible un complexe d'infériorité » dont il souffrait, malgré les encouragements de Maurice Ravel. Les Apaches désignent un groupe d'amis, écrivains et musiciens réunissant, outre Ravel et Delage, Léon-Paul Fargue, Tristan Klingsor, Émile Vuillermoz, Michel Dimitri Calvocoressi, Florent Schmitt, Albert Roussel, Ricardo Viñes et D.-E. Inghelbrecht., grâce à « l'authenticité d'un exotisme puisée à la source ». De fait, les Quatre poèmes hindous représentent « une des toutes premières tentatives visant à introduire les formes mélodiques et rythmiques de la musique de l'Inde dans le langage de la musique occidentale ».
Le philosophe et musicologue Vladimir Jankélévitch identifie précisément, « pour la musique russe comme pour les musiciens français de la fin du XIXe siècle, l'attrait du Sud [comme] tropisme fondamental. Mais le Midi lui-même est en quelque sorte l'Orient des pauvres, le timide avant-goût, pour ceux qui ne peuvent aller bien loin, du soleil exotique et des ivresses australes : l'Orient, ce grand Est qui est un grand Sud, apparaît ainsi comme l'accomplissement du Midi ou comme l'extrême Midi de nos langueurs septentrionales ; au-delà de la lumière méridienne et plus loin que le proche Levant, il y a une contrée baroque, exubérante et monstrueuse, une terre des parfums qui est à l'Est de tout Est et qu'on pourrait appeler l'Orient absolu ».
Maurice Delage disposait vraisemblablement d’un piano, reconnaissant être incapable d’écrire sans le secours du clavier. Il réalise d'abord une version pour soprano et piano puis la magnifie par une instrumentation harmoniquement riche. La technique des instruments, tous solistes, est si exacte que l'instrumentation semble avoir été précisée très tôt. Les dates de composition vont à rebours de l’ordre d’exécution des mélodies : « Si vous pensez à elle… » et Naissance de Bouddha furent achevés en janvier 1912, « Un sapin isolé… »  en février, et « Une belle… » en mars.

### Titres et dédicaces
Chaque mélodie « est désignée par un nom de ville lui conférant un certain mystère » :
1. Madras – « Une belle… » (stance 22[11] de Bhartrihari), dédié à Maurice Ravel.
Larghetto ( = 66), à 
[note 3] ;
2. Lahore – « Un sapin isolé… » (poème de Henri Heine[12]).
Larghetto ( = 72), à 
 ;
3. Bénarès – Naissance de Bouddha (anonyme), dédié à Florent Schmitt.
Allegretto ( = 120), à 
 ;
4. Jeypur – « Si vous pensez à elle… » (stance 73[13] de Bhartrihari), dédié à Igor Stravinsky.
Andantino ( = 66), à 
.

L'exécution dure un peu moins de neuf minutes. Les dédicaces « affirment la place de ce cycle très intéressant et très nouveau dans la création contemporaine ».

### Instrumentation
La formation instrumentale est réduite à un effectif de musique de chambre, d'où le piano est exclu.
Michel Duchesneau voit dans ce choix l'influence du Pierrot lunaire de Schönberg, créée à Vienne le 16 décembre 1912 et qui avait motivé Ravel et Stravinsky pour composer leurs propres poèmes dans le courant de l'année 1913. L'œuvre du compositeur autrichien devait d'ailleurs figurer dans le programme du concert de 1914. Roland-Manuel a réfuté cette influence sur les poèmes de Maurice Delage. Cependant, Marius Flothuis rapproche l'ensemble instrumental de celui employé par Ravel, en 1905, pour son Introduction et allegro confié à la flûte, la clarinette, la harpe et le quatuor à cordes.
| Instrumentation des cycles de mélodies |                                     |                                        |                                       |
| Maurice Delage                         | Arnold Schönberg                    | Maurice Ravel                          | Igor Stravinsky                       |
| Quatre poèmes hindous                  | Pierrot lunaire                     | Trois poèmes de Mallarmé               | Trois poésies de la lyrique japonaise |
| Flûte                                  | flûte                               | flûte                                  | flûte                                 |
| Petite flûte                           |                                     | 2e flûte (aussi petite flûte)          | 2e flûte                              |
| Hautbois (aussi cor anglais)           |                                     |                                        |                                       |
| Clarinette                             | clarinette (aussi clarinette basse) | clarinette                             | clarinette                            |
| Clarinette basse                       |                                     | 2e clarinette (aussi clarinette basse) | 2e clarinette                         |
| Harpe                                  | piano                               | piano                                  | piano                                 |
| 1er violon                             | violon (aussi alto)                 | 1er violon                             | 1er violon                            |
| 2d violon                              |                                     | 2d violon                              | 2d violon                             |
| Alto                                   |                                     | alto                                   | alto                                  |
| Violoncelle                            | violoncelle                         | violoncelle                            | violoncelle                           |

## Création
La création eut lieu le 14 janvier 1914, lors d’un concert où étaient présentés en première audition Le Petit Elfe Ferme-l'œil de Florent Schmitt pour piano à quatre mains, les Trois poèmes de Mallarmé de Ravel et les Trois poésies de la lyrique japonaise de Stravinsky.
Ce fut un grand succès pour le compositeur, encore largement inconnu du public. Émile Vuillermoz commente aussi bien la partition que l'accueil du public : « Ces quatre mélodies mériteraient une étude minutieuse. Tant de poésie et de fraîcheur, tant de fine sensibilité s'y avouent dans un vocabulaire harmonique d'une saveur si exquise que les auditeurs les moins entraînés et les moins sympathiques à ce genre de sport voulurent contempler une seconde fois le sapin solitaire de Lahore ».
M. D. Calvocoressi résumait également : « Un des gros succès de la soirée fut pour les Quatre poèmes hindous de Maurice Delage, savoureux et pleins d'émotion, admirablement interprétés [...] L'auditoire, charmé, fit bisser une des mélodies et eût volontiers fait bisser les autres ».

## Aperçu de l'œuvre

### Poèmes
1. Madras

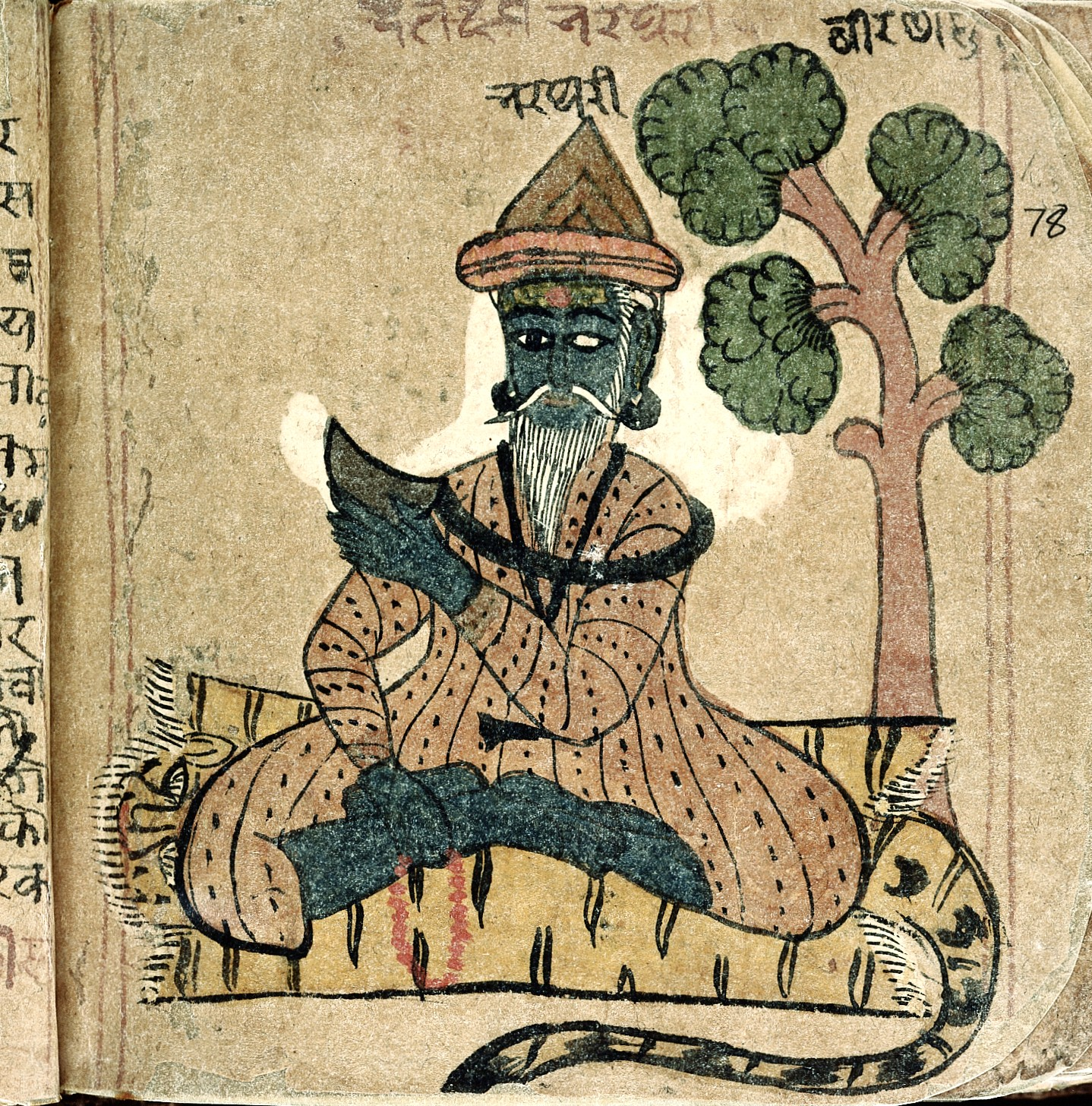
Bhartrihari (भर्तृहरि), auteur des premier et dernier poèmes retenus par le compositeur — portrait imaginaire du Hindi Manuscript 884 (Wellcome Collection, Londres).

     « Une belle à la taille svelte se promène sous les arbres de la forêt,

        en se reposant de temps en temps.

        Ayant relevé de la main les trois voiles d'or qui lui couvrent les seins,

        elle renvoie à la lune les rayons dont elle était baignée. »
2. Lahore
     « Un sapin isolé se dresse sur une montagne aride du nord.

        Il sommeille. La glace et la neige l'environnent d'un manteau blanc.

        Il rêve d'un palmier qui, là-bas, dans l'Orient lointain,

        se désole, solitaire et taciturne, sur la pente de son rocher brûlant. »
3. Bénarès
     « En ce temps-là fut annoncée la venue de Bouddha sur la terre.

        Il se fit dans le ciel un grand bruit de nuages.

        Les Dieux, agitant leurs éventails et leurs vêtements,

        répandirent d'innombrables fleurs merveilleuses.

        Des parfums mystérieux et doux se croisèrent comme des lianes

        dans le souffle tiède de cette nuit de printemps.

        La perle divine de la pleine lune s'arrêta sur le palais de marbre

        gardé par vingt mille éléphants pareils à des collines grises

        de la couleur des nuages. »
4. Jeypur
     « Si vous pensez à elle, vous éprouvez un douloureux tourment.

        Si vous la voyez, votre esprit se trouble.

        Si vous la touchez, vous perdez la raison.

        Comment peut-on l'appeler bien-aimée ? »

### Musique
Les mélodies sont brèves, comme les poèmes retenus par Maurice Delage. Même le plus long d'entre eux, récit anonyme sur la naissance de Bouddha, suit une ligne mélodique limpide, à peine troublée par les diérèses placées sous certains mots (« mystéri-eux », « li-anes »). Cette prose inspire également au compositeur un essai de rythmes et de sonorités exotiques, sur une mesure à cinq temps, par l'emploi du pizzicato des cordes en sons harmoniques, principe de coloris repris par Ravel dans ses Chansons madécasses.
En plaçant les deux stances de Bhartrihari au début et à la fin de son cycle, Delage témoigne d'un souci d'équilibre dans la forme, qui se traduit musicalement par le retour d'une phrase confiée à la flûte, aux premières et aux dernières mesures des Quatre poèmes hindous, « de façon tout à fait judicieuse » selon Marius Flothuis :

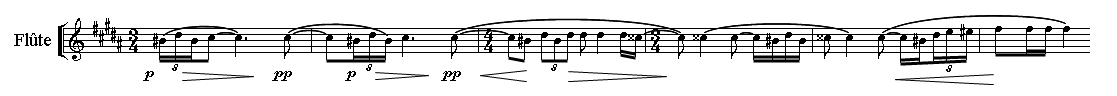
Premières mesures de Madras.

Lahore se distingue des autres mélodies, durant presque quatre minutes. Ce poème de Henri Heine avait été mis en musique par Liszt (Ein Fichtenbaum steht einsam, S 309) et Rimski-Korsakov (Quatre romances, op. 3, no 1), qui évoquaient « plutôt le songe nostalgique du sapin, et non celui du palmier — mais en fait les deux langueurs symétriques se font écho l'une à l'autre », suggère Vladimir Jankélévitch : « Peut-être le palmier fut-il jadis sapin dans les forêts du Nord, peut-être le sapin fut-il jadis palmier dans la lumière… Ainsi éprouvent-ils l'un et l'autre la nostalgie d'un ailleurs ».
La fin du poème s'ouvre sur une vocalise, très pure et non accompagnée (mes. 43 à 55 de la partition), où la chanteuse doit moduler dans le médium de sa tessiture et chanter à bouche fermée, puis bouche ouverte « en fermant peu à peu la bouche », pour « la part du rêve ». Cet effet nouveau, d'une grande poésie dans sa sobriété, laissa les premiers auditeurs stupéfaits.

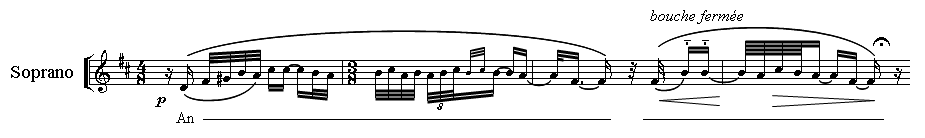
Vocalise finale de Lahore.

L'accompagnement instrumental est d'un grand raffinement. Toujours selon Émile Vuillermoz, « M. Delage réalise très exactement le type de l'enfant du siècle — le XXe — avec son aisance instinctive dans le maniement de la dissonance « délectable », sa curiosité des timbres rares, son désir de reculer les frontières du son et de s'annexer adroitement les terrains limitrophes dans le beau domaine inexploré du bruit. Son impatience du joug en présence des imperfections de notre matériel musical est caractéristique : Il détend jusqu'au si l'arc de son violoncelle, il invente un pizzicato-glissando qui arrache à la corde un petit sanglot presque humain, il réclame de la voix féminine des vocalises à bouche fermée et lui impose parfois le doux nasillement voilé d'une sourdine invisible, et tout cela sans étrangeté laborieuse, sans parti pris et pour ainsi dire sans recherche ».
Le compositeur avait appris la musique en jouant et en improvisant sur son violoncelle. Il en tira notamment ce pizzicato-glissando qui, au début de Lahore, offre une couleur bien venue, parfaitement hindoue, loin de tout pastiche — et impossible à reproduire au piano.

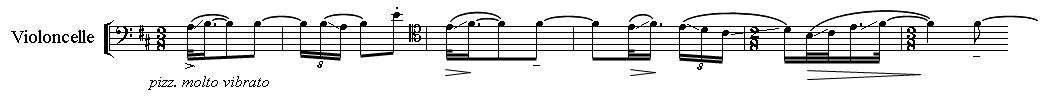
Premières mesures de Lahore.

## Critiques

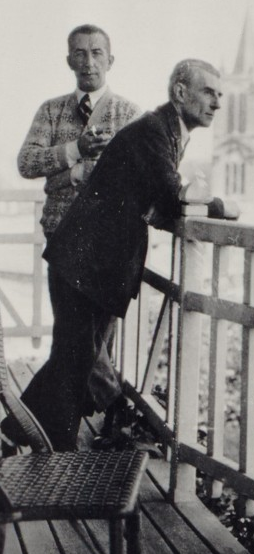
Maurice Ravel et Maurice Delage, à Montfort-l'Amaury.

L'accueil réservé aux Quatre poèmes hindous, lors de sa première audition, est nettement favorable, sans être unanime.
Le compositeur Gaston Carraud met en perspective les Trois poèmes de Mallarmé de Maurice Ravel et les Quatre poèmes hindous composés « à l'imitation d'un ouvrage de M. Schönberg qui a fait grand bruit au-delà du Rhin, avec l'accompagnement d'un petit orchestre de chambre », dans sa critique du quotidien La Liberté, rappelant le lointain modèle des Nuits d'été : « Il est assez curieux que, par l'excessive et presque unique importance qu'elle accorde à toutes les petites découvertes, si l'on peut dire matérielles, de dispositions sonores et de « trucs » instrumentaux, cette école musicale se rattache au même Berlioz qu'elle roule communément dans la boue. Mais il y a quelque chose de plus dans ces pièces très brèves. L'exotisme de Delage, d'une saveur assez fine, ne manque ni de grâce ni d'expression ».
Un autre compositeur, Paul Martineau, exprime des réserves à propos de cette œuvre si brève et d'un caractère délicatement transparent : « Je dois avouer qu'après avoir entendu les mélodies hindoues de M. Maurice Delage, j'étais encore dans l'attente du chef-d'œuvre annoncé !… Je n'insisterai pas sur ces morceaux courts mais pourtant trop longs pour le maigre intérêt musical qu'ils offrent ».
Ce point de vue très négatif, isolé à propos de cette œuvre en 1914, est repris par de nombreux critiques à partir des Sept haï-kaïs (1925), naturellement plus brefs encore. La musique de Maurice Delage a ainsi acquis la réputation de ne compter que des « préciosités », « bibelots sonores » d'un artiste amateur et manquant de souffle — ce que contredisent les trois Contrerimes pour piano, en 1927, d'une durée de vingt minutes, et surtout le Quatuor à cordes de 1949, qui dure près de cinquante-cinq minutes.
En 1960, Paul Pittion peut rendre compte des Quatre poèmes hindous et de l'ensemble de l'œuvre du compositeur avec plus de modération : « Maurice Delage a peu produit, mais ses mélodies, au même titre que celles de Duparc, sont des chefs-d'œuvre d'écriture vocale et polyphonique, aussi bien que de sensibilité ».

Depuis le début des années 1990, la discographie consacrée aux Quatre poèmes hindous s'est remarquablement enrichie, ces mélodies constituant « une œuvre unique dans le répertoire, avec des couleurs tout à fait surprenantes ».

## Hommages
En 1937, Georges Auric rendit compte de ses impressions ressenties lors de la création, vingt-quatre ans plus tôt : « Alors que rien n’est plus facilement insupportable que le faux exotisme et ce pittoresque frelaté dont toute une médiocre musique nous a dégoûtés, il y avait là, sous les prestiges d’une instrumentation d’une rare subtilité, un sentiment très pur et profond ».
Selon Michel Duchesneau, la création conjointe des Quatre poèmes hindous, des Trois poèmes de Mallarmé de Ravel et des Trois poésies de la lyrique japonaise de Stravinsky à la SMI provoqua « une évolution » du genre de la mélodie française, comprise comme « musique de chambre avec voix », jusqu'en 1939. En 1941, Charles Koechlin cite le passage en pizzicato-glissando (ou pizz. vibrato molto) du violoncelle dans son Traité de l'orchestration comme un « exemple caractéristique » d'écriture moderne en pizzicato.
Immédiatement après la création de l’œuvre, Delage pouvait encore apprécier l’avis du maître Debussy, dont la musique avait décidé de sa vocation. D'après le témoignage de Paul Landormy, « Debussy, enthousiasmé de ses Poèmes hindous, lui demanda un jour de les lui jouer, la musique sous les yeux. Il faillit s’effondrer… »
L'œuvre porte parfois le numéro d'op.3, dans le catalogue des œuvres du compositeur.

### Ouvrages généraux
- Marie-Claire Beltrando-Patier, Brigitte François-Sappey et Gilles Cantagrel (dirs.), Guide de la mélodie et du lied, Paris, Fayard, coll. « Les Indispensables de la musique », 1994, 916 p. (ISBN 2-213-59210-1, OCLC 417117290, BNF 35723610), « Maurice Delage », p. 173–175.
- Michel Duchesneau, L'Avant-garde musicale et ses sociétés à Paris de 1871 à 1939, Paris, Éditions Mardaga, 1997, 352 p. (ISBN 2-87009-634-8).
- René Dumesnil, La musique contemporaine en France, t. II, Paris, Armand Colin, 1930, 222 p.
- Marius Flothuis, « Exprimer l'inexprimable » : Essai sur la mélodie française depuis Duparc, Amsterdam, Éditions Rodopi BV, 1996, 323 p. (ISBN 90-420-0087-2, lire en ligne).
- Vladimir Jankélévitch, La Musique et les heures : De l'aube à midi, Paris, Seuil, coll. « Points » (no 952), 1988 (1re éd. 1953), 294 p. (ISBN 2-02-010188-2 et 978-2-7578-9907-6), p. 71-212.
- Vladimir Jankélévitch, L'irréversible et la nostalgie, Paris, Flammarion, coll. « Champs essais » (no 123), 2011 (1re éd. 1974), 392 p. (ISBN 978-2-0812-5244-8, ISSN 0768-1011).
- Charles Koechlin, Traité de l'orchestration, Paris, Éditions Max Eschig, 1954 (BNF 39725857).
- Paul Landormy, La Musique française après Debussy, Paris, Gallimard, 1943, 380 p. (OCLC 3659976).
- Paul Pittion, La musique et son histoire : de Beethoven à nos jours, t. II, Paris, Éditions Ouvrières, 1960, 574 p. (BNF 33137562).
- Paul Regnaud (trad.), Les Stances érotiques, morales et religieuses de Bhartrihari, traduites du sanscrit, Paris, E. Leroux, 1875, 116 p. (lire en ligne).
- Frédéric Robert, Marc Honegger et Paul Prévost (dirs.), Dictionnaire des œuvres de la musique vocale, t. 3 (P-Z), Paris, Bordas, 1992, 2367 p. (ISBN 2-04-015395-0, OCLC 25239400, BNF 34335596).
- Marc Vignal, Dictionnaire de la musique, Paris, Larousse, 2005, 1078 p. (ISBN 2-03-511001-7, lire en ligne), « Maurice Delage », p. 288.

### Monographie
- Marcel Marnat, Maurice Ravel, Paris, Fayard, coll. « Indispensables de la musique », 1986, 828 p. (ISBN 2-213-01685-2, BNF 43135722).
- Philippe Rodriguez, Maurice Delage : La Solitude de l'artisan, Genève, Éditions Papillon, coll. « Mélophiles », 2001, 159 p. (ISBN 2-940310-08-4)

### Articles
- Georges Auric, « M. Vuillermoz et la musique d'aujourd'hui », Les Nouvelles littéraires,‎ 10 mars 1923 (lire en ligne)
- Georges Auric, « Louange de Maurice Delage », Marianne,‎ 17 mars 1937 (lire en ligne)
- Gaston Carraud, « Les Concerts », La Liberté,‎ 3 février 1914 (lire en ligne)
- Alfredo Casella, « Les Concerts », L'Homme libre,‎ 19 janvier 1914 (lire en ligne)
- M. D. Calvocoressi, « Compte-rendu du Concert de la SMI », Comœdia,‎ 5 février 1914
- Maurice Delage, « Si vous pensez… », Le Figaro (supplément musical),‎ 4 novembre 1922 (lire en ligne)
- René Dumesnil, « Musique », Mercure de France,‎ 15 août 1934 (lire en ligne)
- Louis Laloy, « La Musique chez soi », Comœdia,‎ 15 janvier 1914 (lire en ligne)
- Paul Martineau, « Compte-rendu du Concert de la SMI », Le Monde musical,‎ 30 janvier 1914
- Jean Poueigh, « Concerts et récitals », Société internationale de musique, Paris,‎ janvier 1914 (lire en ligne)
- François Pouillon (dir.) et Jean-Pierre Bartoli, Dictionnaire des orientalistes de langue française, Paris, éditions Karthala, 2012, 1073 p. (ISBN 978-2-8111-0790-1), p. 292
- Émile Vuillermoz, « La Musique au Concert », Comœdia,‎ 19 janvier 1914 (lire en ligne)